# Solaris Tramino
Solaris Tramino — серия низкопольных трамваев, выпускаемых фирмой Solaris Bus & Coach с 2009 года. Производство трамваев резко возросло в 2011 году.
Первые трамваи данной серии появились в Познани. В ноябре 2013 пять новых трамваев были поставлены в Йену. Производители обещают, что если трамваев будет выпущено много, то они начнут экспортироваться и в другие города Европы.

## Название
Название Tramino трамваю дали по созвучию с моделями автобусов (Urbino) и троллейбусов (Trollino).

## Эксплуатирующие города
По состоянию на декабрь 2018 года вагоны серии Solaris эксплуатируются в Познани, Йене, Брауншвейге, Ольштыне, Лейпциге 
| Модель | Страна   | Город      | Эксплуатирующая организация  | Количество |
| S100   | Польша   | Познань    | Poznań Fast Tram             | 1          |
| S105p  | Польша   | Познань    | Poznań Fast Tram             | 46         |
| S109j  | Германия | Йена       | Jenah                        | 5          |
| S110b  | Германия | Брауншвейг | Braunschweig tramway network | 18         |
| S111o  | Польша   | Ольштын    | ZDZiT                        | 15         |
| NGT10  | Германия | Лейпциг    | Leipziger Verkehrsbetriebe   | 17         |

## Галерея
- Салон Tramino
- Tramino S105 в Познани
- Tramino проходит поворот
- Tramino S100 в Познани